# Серговка (река)
Серговка (Дубровка) — река в Тверской области России.
Протекает по территории Старицкого района. Устье реки находится в 3207 км от устья Волги по левому берегу. Длина реки составляет 15 км, площадь водосборного бассейна — 47,4 км².

## Данные водного реестра
По данным государственного водного реестра России относится к Верхневолжскому бассейновому округу, водохозяйственный участок реки — Волга от города Зубцов до города Тверь, без реки Тверца, речной подбассейн реки — бассейны притоков (Верхней) Волги до Рыбинского водохранилища. Речной бассейн реки — (Верхняя) Волга до Куйбышевского водохранилища (без бассейна Оки).
Код объекта в государственном водном реестре — 08010100612110000001606.